# Hyponephele lycaon
Hyponephele lycaon là một loài bướm thuộc họ Nymphalidae. Nó có thể được tìm thấy ở châu Âu, ban đầu ở Nam và Đông.
Sải cánh dài 40 mm. Con trưởng thành bay từ tháng 6 đến tháng 8 tùy theo địa điểm.
Ấu trùng ăn nhiều loại cỏ.

## Hình ảnh

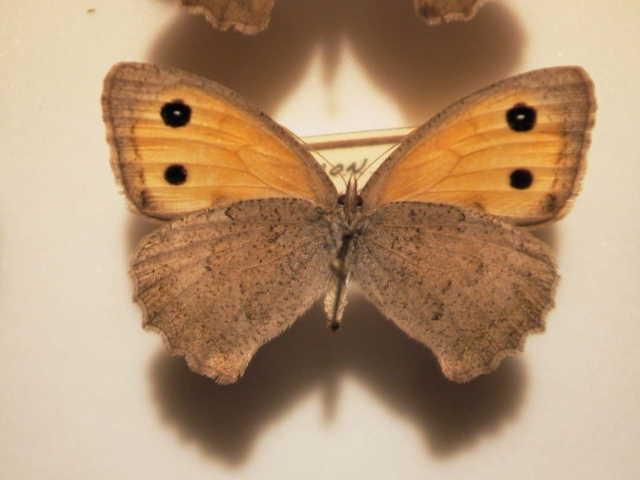